# Beth-Nahrin

Estats arameus a Mesopotàmia al. Beth-Nahrin es Harran

Beth-Nahrin o Bit-Nahrin (País Entre Dos Rius) fou un regne arameu establert per aquest poble a la regió d'Haran vers el 1600 aC. La ciutat d'Haran fou rebatejada Aram-Nahara'im que vol dir "Aran entre Dos Rius).
Hi ha molt poques notícies del regne però si que se sap que el comerç local era força important i arribava fins a Tir a la costa Mediterrània. Els israelites procedents d'Ur s'havien establert a Haran a la meitat del segle xviii abans de sortir cap a Canaan i, a la Bíblia, Aram ben Nahor apareix com el germà d'Abraham i és considerat com ancestre dels arameus (o en tot cas el seu net Aram-Naharaim que governava a la tribu a la zona d'Haran vers el 1630 aC). Altres noms que apareixen com a caps dels arameus són Bethuel ben Nahor i Lavan bar Bethuel que haurien viscut vers el 1600 aC.
El regne va subsistir fins vers després del 1330 aC. Vers aquesta data o poc després fou conquerit per Piyasilis I de Karkemish, fill del rei hitita Subiluliuma I. Posteriorment apareixen alguns reis que serien sobirans arameus vassalls d'Assiria. Vers el 1150 haurien conquerit el territori dels israelites a Canaan, però el seu rei Cushan-Rishataim fou derrotat pel jutge Othniel, recuperant la independència. Ja no hi ha més notícies del regne dins l'imperi Assiri.